# Kiss You In The Rain - Max Lorentz Sings David Bowie
Kiss You In The Rain - Max Lorentz Sings David Bowie är den svenske artisten Max Lorentz femte album.
Det släpptes på  CD den 8 juni 2011 på PB8 Records och innehåller en låt från varje  David Bowie-LP 1967 - 1980 (förutom samlingar, livealbum och Pin Ups).
Musiken är i huvudsak akustisk, influerad av bl.a. Tom Waits och burlesk och framförs av  Max Lorentz med hjälp av några av Sveriges ledande jazzmusiker.

## Låtar
1. Station to Station PT.1 - från David Bowie's 1976 album "Station to Station"
2. Five Years - från David Bowie's 1972 album "The Rise And Fall Of Ziggy Stardust And The Spiders From Mars"
3. All the Madmen - från David Bowie's 1971 album "The Man Who Sold The World"
4. Be My Wife - från David Bowie's 1977 album "Low"
5. Drive In Saturday - från David Bowie's 1973 album "Aladdin Sane"
6. Blackout - från David Bowie's 1977 album ""Heroes""
7. When I Live My Dream - från David Bowie's 1967 album "David Bowie"
8. Scream Like a Baby - från David Bowie's 1980 album "Scary Monsters"
9. Rock 'n' Roll With Me - från David Bowie's 1974 album "Diamond Dogs"
10. Quicksand - från David Bowie's 1971 album "Hunky Dory"
11. Yassassin - från David Bowie's 1979 album "Lodger"
12. Cygnet Committee - från David Bowie's 1969 album "Space Oddity"
13. Can You Hear Me? - från David Bowie's 1975 album "Young Americans"
14. Station to Station PT.2 - från David Bowie's 1976 album "Station to Station"

## Musiker
- Max Lorentz - gitarrer, piano, Hammond, basgitarr, dragspel, mandolin, cittra, sitar, banjo, cello, zarod, munspel, flöjt, klarinett, trumpet, stylophone, midisaxofon, synt & percussion
- Patrik Boman -  basfiol & träblås arr.
- Bebe Risenfors - tuba
- Wojtek Goral - saxofoner
- Mats Ronander - musnpel (track 9)
- Per "Texas" Johansson - klarinett & basklarinett (track 7)
- Karl Martin Almqvist - klarinett, flöjt & altflöjt (track 7)
- André Ferrari - virveltrumma (track 12)
- Mikael Hujanen - gitarrsolo (track 14)
- Kevin Kirs-Verstege - cello (track 2)
- Anna Sise - sång (track 6)
- Ludde Lorentz - sång (track 6)